# 焔の眼
『焔の眼』（ほむらのめ）は、押切蓮介による日本の漫画作品。『漫画アクション』（双葉社）にて、2011年9月20日号から2014年3月4日号まで連載。コミックスは全6巻。

## あらすじ
1929年10月25日に世界50か国に宣戦布告した中央アジアの小国ショルゴール。密かに蓄えていた圧倒的な武力でソ連、ドイツ、アメリカさえも支配下に置く。
1941年12月8日に日本と開戦。日本は抵抗空しく1945年8月15日敗戦する。ショルゴールに敗れた何れの国も服従の一択であった中、己の腹を切り自決を選んだ日本人の誇りの山を前に彼の国のプライドはいたく傷つけられる。
滅びの時代を歩むことになった日本のとある場所。赤線地帯「花見月」の娼館「菖屋」で雑用をする沙羅は海から現れた陀大膳黒と出会う。

## 登場人物

### 主要人物
沙羅
抵抗組織「瓦礫の獣」のリーダー。メンバーには「お嬢」と呼ばれている。
ショルゴール人と日本人のハーフ。赤い瞳を持ち、その事で幼い頃から日本人に迫害され、娼婦の母親からも虐待同然の扱いをされて育つ。しかしそんな母もショルゴール軍の攻撃による被害から沙羅を庇って死亡。その場に居合わせた恭子に拾われ養育される。
自分に親切な彼女に恩義を感じつつも、無償で庇護される事を心苦しく思い娼館には住まず、近くの物置小屋で寝泊りしていた。初めは大人しく弱気な性格だったが、クロの影響からか日本人としての誇りを持った気丈な女性へと成長していく。ほどなくしてショルゴール軍による大虐殺で恭子達と死に別れ、アドリエル家に奴隷として買われる。その後は長らく心を閉ざし、荒んだ日々を過ごしていたが、クロとの再会を機に昔の優しい心を取り戻す。自身の窮地を何度も救ってくれた彼を慕っており、その身を案じている。本来戦闘力が高いとされるショルゴール人の血が色濃く、クロから授かった一撃必滅拳を自分なりのアレンジを加えて使いこなす。
陀大膳　黒 / だたいぜん　くろ
黒い道着を身に纏った日本人武道家。日本の敗戦後、遠方修行として渡っていた上海から泳いで帰国したという奇人。逆立った髪に羆の様な巨躯の持ち主で、一撃必滅拳と言う空手に似た拳法の使い手。
その腕前と体力は人間の領域を遥かに超越しており、拳の一撃を以って複数の人間を粉砕するなどは朝飯前で、戦車はおろか戦闘機すら手刀で両断する。殺気を読み銃弾をかわす。戦車砲を捌く、海中で鮫を屠るなど、その化け物ぶりは枚挙に暇がない。
獰猛かつ極めて好戦的な性格で、自由奔放・傲岸不遜を地で行く男。見境なく殺傷する事こそ無いが、自身に敵意を向ける者は例え相手が子供でも躊躇い無く武技を振るうなど、独自の正義・倫理に基づいてその力を行使する。
奇妙な縁から幾度となく沙羅の窮地を救い、不器用ながらも同じ日本人の生き残りとして親睦を深める。
ショルゴールによる日本の完全統治後、自らの武力を誇示するべく日本奪還を賭けてオセ・アガートラームに果たし状を突きつけ、単身でショルゴール軍を強襲する。
沙羅に一撃必滅拳を指南するが手取り足取りといった丁寧なものではなく、技を演舞しつつの口伝。とはいっても黒自身が技の名を忘れてしまっているものもあるため、流派としての技術体系が沙羅に受け継がれているかは定かではない。しかし後年の沙羅に着目すると術理は受け継がれている模様。

### 菖屋
恭子
菖屋の女将。沙羅の事を空襲で失った娘の鈴と重ね合わせている。
房子
温和な元娼婦。「いつも心を清らかに」をモットーとし、沙羅にもやさしい。客のショルゴール人が父親と思われる赤子を身籠っている。逆境の中、正太郎を産み落とす。名字は中岡。
小夜
菖屋の娼婦。女将の恭子を慕い、彼女が親身に世話している沙羅を「赤眼」と呼び目の敵にしていた。藪椿を脱出してからは改心しており、沙羅との再会後は斜に構えた態度を取らなくなっている。
吉乃
菖屋の娼婦。小夜が沙羅をいじめているのを止めた。7歳のときに買ってもらった櫛がボロボロになり、市場に買いに行く。
松山
菖屋で働く男性。「藪椿」に移住したあと、娼婦達の寝所を襲いにきたゴロツキたちを止めようとしたところを千蔵の父に刺される。

### ショルゴール軍
ミレ・ガレント
菖屋の常連客。丁寧な言葉遣いで一見紳士的だが、他のショルゴール人同様に残忍な性格。沙羅に暴行を働こうとした際に、突如乱入したクロの一撃によって絶命する。
ルイ・ピルソイン
紐使い。顔面に無数の傷跡がある快楽殺人者。部下と共に街中で菖屋の娼婦達を戯れに殺害する。逃げ惑う沙羅をクロのいる海岸まで追い詰めるが、彼の逆襲に遭い部下諸共あえなく死亡する。
マラガラス・アドリエル
神衛隊少将。オセ・アガートラームの腹心。エレノアの父親。ショルゴール軍人の例に漏れず猛々しく冷酷な人物。
オセ・アガートラーム
ショルゴール軍最高司令官総司令部元帥。戦勝を重ねても心満たされない自身の鬱屈した想いを払拭するべく、世界の覇権を目指し更なる領土の拡大を決意。
そんな矢先、自らの邸宅に侵入したクロに遭遇。国家を相手取り単独で宣戦布告した彼の気迫に思わず圧倒され、戦慄してしまう。

### 東京強制移住区第四地区「藪椿」
千蔵
父親の仇討ちを目論んでいたが、沙羅に返り討ちにされて改心し、以降は沙羅を「親分」と呼び慕う。
正太郎
房子の忘れ形見。名付け親は千蔵。沙羅と同様に瞳が赤い。
桔梗
精神を病んでおり、奇行が目立つ。抵抗組織に所属している兄を持つ。
壬生虎子
もらい子周旋人。隔離地域へと強制移送された娼婦の恭子達を非国民と蔑む悪辣な老婆。「藪椿」がショルゴールによって襲撃された際に乱心し、誤って肥溜めに落ちた後の消息は不明。
千蔵の父
暴力的な男。街のゴロツキ達と共に娼婦達の寝所を襲うが、恭子によって刺し殺される。

### アドリエル寄宿学院
エレノア・アドリエル
アドリエル家の娘。沙羅と同年代の少女。才色兼備で学院の代表生徒として華やかな学生生活を送る一方で、両親からの愛情に飢え孤独に打ちひしがれている。沙羅に屈折した感情を向けてくるが、実は沙羅のことを認めており、後に秘かな協力者となる。
ベティーナ・アドリエル
エレノアの母親であり学院の院長。
ゼノ・フライシュマン
元神衛隊少佐でエレノアの付添人。黒い長髪の青年で近接戦闘の達人。既に退役した身でありながら未だその実力は健在で、精鋭揃いのショルゴール軍の中でも異次元の強さを持つ別格の存在。クロも認める程の使い手。彼の手刀による攻撃は人体はおろか銃身や家屋の外壁すら容易に切断する事が出来る。エレノアに対し並々ならぬ忠誠心を抱いており、彼女が執心している沙羅を危険視している。
1人街中を歩く沙羅を亡き者にしようと襲撃するが、自身が放つ殺気に誘われて現れたクロと交戦。奮闘も虚しく一蹴される。
他国への侵攻を繰り返し、戦乱に明け暮れる祖国の現状を憂いている。
ガブリエル
料理長。怠惰で反抗的な態度を見せる沙羅を叱責した際に彼女の逆鱗に触れ、鳥兎・人中・秘中を打たれた上に睾丸を二つとも潰される。
アン・ポルコルト
使用人。カルシウムが足りていない模様。実はエレノアと同じく沙羅のことを認めている。
ノーラ・コンゾォ
使用人。ガブリエルとできていた為、彼に暴行を働いた沙羅に辛く当たる。
メアリー・ブラッツィ
アドリエル寄宿学院生。日本人を見たことがなかったので、エレノアに頼んで沙羅を見せてもらう。その際、「全裸にして豚の糞を喰わせて馬に犯させる」というサディスティックな想像をするが、その悪意を沙羅に看破され正拳突きを食らう。
ランベルト
エレノアが沙羅の折檻用に用意したゴロツキのひとり。暴力と食べることが大好きな小太り。
バッカス
エレノアが沙羅の折檻用に用意したゴロツキのひとり。女をいたぶるのが得意。
トニー
エレノアが沙羅の折檻用に用意したゴロツキのひとり。喧嘩は誰にも負けたことがないのが自慢で、電光石火のトニーを自称する。

## 書誌情報
- 押切蓮介 『焔の眼』 双葉社〈アクションコミックス〉、全6巻
  1. 2012年2月28日発売 ISBN 978-4-575-84034-6
  2. 2012年9月28日発売 ISBN 978-4-575-84137-4
  3. 2013年2月27日発売 ISBN 978-4-575-84203-6
  4. 2013年7月12日発売 ISBN 978-4-575-84259-3
  5. 2013年11月28日発売 ISBN 978-4-575-84314-9
  6. 2014年4月26日発売 ISBN 978-4-575-84399-6